# Dineparmene cubana
Dineparmene cubana är en insektsart som beskrevs av Myers 1928. Dineparmene cubana ingår i släktet Dineparmene och familjen Kinnaridae. Inga underarter finns listade i Catalogue of Life.